# Концель
Концель (нім. Konzell) — громада в Німеччині, розташована в землі Баварія. Підпорядковується адміністративному округу Нижня Баварія. Входить до складу району Штраубінг-Боген.
Площа — 26,76 км2. Населення становить 1812 ос. (станом на 31 грудня 2020).